# Aneta Kręglicka
Aneta Beata Kręglicka (Stettino, 23 marzo 1965) è una modella polacca, vincitrice del concorso di bellezza Miss Mondo 1989.

## Biografia
Ex Miss Polonia 1989, Aneta Kręglicka è stata incoronata trentanovesima Miss Mondo il 22 novembre 1989 presso l 'Hong Kong Convention & Exhibition Centre, di Hong Kong all'età di ventiquattro anni, ricevendo la corona dalla Miss Mondo uscente, l'islandese Linda Pétursdóttir. È stata la prima, e ad oggi l'unica, Miss Mondo polacca. Dopo l'anno di regno, la Kręglicka si è sposata con il regista Maciej Żak e ha avuto un figlio, Alexander. Nel 2006 ha preso parte alla terza edizione di Taniec z Gwiazdami, versione polacca di Ballando con le stelle. Nello stesso anno ha preso parte alla giuria di Miss Mondo, quell'anno organizzato proprio in Polonia.